# Latata (minialbum)
Latata – pierwszy japoński minialbum południowokoreańskiej grupy (G)I-dle, wydany 31 lipca 2019 roku przez wytwórnię Universal Music Japan. Płytę promowała japońska wersja singla „Latata”.

## Lista utworów
| CD | CD                                                      | CD                                                             | CD                                         | CD                   | CD      |
| Nr | Tytuł utworu                                            | Tekst                                                          | Kompozycja                                 | Aranżacja            | Długość |
| -- | ------------------------------------------------------- | -------------------------------------------------------------- | ------------------------------------------ | -------------------- | ------- |
| 1. | „Latata” (Japanese version)                             | Soyeon, Yu Shimoji (Japanese Lyrics)                           | Soyeon, Big Sancho                         | Soyeon, Big Sancho   | 3:23    |
| 2. | „Light My Fire”                                         | Yu Shimoji                                                     | Hjalmar Wilen, Malin Johansson, Birk Storm | Hjalmar Wilen        | 3:51    |
| 3. | „Maze” (Japanese version)                               | Son Young-jin, Ferdy, Soyeon, Samuelle Soung (Japanese Lyrics) | Son Young-jin, Ferdy                       | Son Young-jin, Ferdy | 3:20    |
| 4. | „For You”                                               | Minnie, FCMHoudini, Soyeon, Eri Osanai (Japanese Lyrics)       | Minnie, FCMHoudini                         | Minnie, FCMHoudini   | 3:44    |
| 5. | „Hann (Alone)” (Japanese version), (iTunes bundle-only) |                                                                |                                            |                      |         |

## Notowania
| Lista                              | Pozycja |
| ---------------------------------- | ------- |
| Japanese Albums (Oricon)           | 5       |
| Japan Hot Albums (Billboard Japan) | 15      |

## Sprzedaż
| Kraj    | Sprzedaż |
| ------- | -------- |
| Japonia | 8229     |